# Ghenadi Mitriuc
Ghenadi Mitriuc (n. 5 august 1968, Agronomovca, Ungheni) este un om politic din Republica Moldova, care din decembrie 2014 este deputat în Parlamentul Republicii Moldova de legislatura a XX-a (2014-2018), în cadrul fracțiunii Partidului Socialiștilor din Republica Moldova (PSRM).
La alegerile parlamentare din 30 noiembrie 2014 din Republica Moldova a candidat la funcția de deputat de pe locul 18 în lista candidaților PSRM.
Între 2007 și 2011 a fost viceprimar al orașului Ungheni, iar între 2003-2007 și 2011-2014 – consilier în consiliul orășenesc Ungheni.
Din 2002 până în prezent este președintele al clubului de volei „OLIMP-Ungheni”, triplu medaliat cu bronz, dublu medaliat cu argint la Campionatul Moldovei la Volei și o dată campioană.